# 5. People’s Choice Awards-gála
Az 5. People’s Choice Awards-gála az 1978-as év legjobb filmes, televíziós és zenés alakításait értékelte. A díjátadót 1979. március 7-én tartották, a műsor házigazdája Dick Van Dyke volt. A ceremóniát a CBS televízióadó közvetítette.

## Győztesek és jelöltek
Forrás:

### Film
| Az év filmje                 | Az év nem-musical filmje   |
| ---------------------------- | -------------------------- |
| Grease                       | Party zóna                 |
| Az év férfi filmsztárja      | Az év női filmsztárja      |
| Burt Reynolds                | Olivia Newton-John         |
| Az év férfi mellékszereplője | Az év női mellékszereplője |
| Jerry Reed                   | Stockard Channing          |

### Televízió
| Az év férfi tévés sztárja            | Az év női tévés sztárja            |
| ------------------------------------ | ---------------------------------- |
| Alan Alda                            | - Mary Tyler Moore - Carol Burnett |
| Az év visszatérő férfi tévés sztárja | Az év visszatérő női tévés sztárja |
| Burt Reynolds                        | Carol Burnett                      |
| Az év vígjátéka                      | Az év drámaműsora                  |
| MASH                                 | A farm, ahol élünk                 |
| Az év új vígjátéka                   | Az év új drámaműsora               |
| Egy úr az űrből                      | Csillagközi romboló                |
| Az év férfi előadója új tévéműsorban | Az év női előadója új tévéműsorban |
| Robin Williams                       | Pam Dawber                         |
| Az év új tévéműsora                  | Az év varieté műsora               |
| Egy úr az űrből                      | Donny & Marie                      |

### Zene
| Az év dala                  | Az év dala         |
| --------------------------- | ------------------ |
| Foreigner - "Double Vision" |                    |
| Az év férfi előadója        | Az év női előadója |
| - Billy Joel - Andy Gibb    | Olivia Newton-John |

## Fordítás
- Ez a szócikk részben vagy egészben  a(z)   5th People's Choice Awards című angol Wikipédia-szócikk fordításán alapul.  Az eredeti cikk szerkesztőit annak laptörténete sorolja fel. Ez a jelzés csupán a megfogalmazás eredetét és a szerzői jogokat jelzi, nem szolgál a cikkben szereplő információk forrásmegjelöléseként.